# Kalanga
Kalanga és una muntanya al districte de Dehra Dun a Uttarakhand a 30° 20′ N, 78° 05′ E / 30.333°N,78.083°E. Al seu peu hi ha el poble de Nalapani i al costat una deu que subministra aigua a Dehra.
La fortalesa d'aquesta muntanya, a uns 5 km de Dehra, fou establerta pels gurkhes el 1814; el 1815 fou atacada pel general Gillespie, que va morir mentre dirigia l'acció; els gurkhes es van defensar amb desesperació però fou conquerida després d'un segon assalt, i els britànics la van demolir.